# リエキナ・カウフシ
リエキナ・カウフシ（Liekina Kaufusi、1998年1月24日 - ）は、トンガ出身のラグビーユニオン選手。

## 来歴
トンガ出身。
2018年、トンガカレッジ卒業後、日本文理大学に入る。
2022年、花園近鉄ライナーズに加入。同年、トンガサムライXVスコッドに選ばれた。
2022年12月24日に行われたJAPAN RUGBY LEAGUE ONE第2節コベルコ神戸スティーラーズ戦にて途中出場で日本での公式戦初出場を果たした。
2025年5月、花園近鉄ライナーズを退団。